# August Giacomo Jochmus
August Giacomo Jochmus (Hamburg, 1808. február 27. – Bamberg, 1881. szeptember 14.) Cotignola bárója, osztrák miniszter.

## Élete
Első szolgálatait Görögországban teljesítette, mint Church tábornok hadsegéde, ahol egyúttal Ottó király alatt a hadügyminisztériumban kapott állást. 1835-ben elhagyta az országot és azon idegenlégióba lépett, melyet Angliában a spanyol királyné számára toborozottak. Azután a „Krisztinók” (Krisztina királyné hívei) soraiban küzdve, törzskari főnök lett az ún. északi hadseregben.
A spanyol polgárháború befejezése után (1838) Angliába ment. 1840-ben Sziriában harcolt. Az 1848-iki mozgalmak hírére Németországba sietett vissza, ahol János főherceg birodalmi helytartó (Reichsverweser) Gagern visszalépése után a kül- és tengerészeti ügyek vezetését bízta rá, de János főherceg lemondása (1849. december 10.) után Jochmus is a visszavonult a magánéletbe.
Az 1859-es szárd–francia–osztrák háború során a bécsi udvar őrá akarta bízni a megvert hadsereg fővezérségét, de ez a terv a fegyverszünet megkötése folytán dugába dőlt. Mindemellett I. Ferenc József bárói rangra emelte Jochmust, és az 1866-os porosz–osztrák háború után táborszernaggyá nevezte ki.
Említendő, hogy Jochmus kétszer utazta körül a Földet: 1853–55-ben és 1870–71-ben.
1856-ban adta ki Der syrische Kriege und der Verfall d. Osmanenreichs seit 1840 című dolgozatát. Összegyűjtött iratait (János osztrák főherceggel váltott leveleivel együtt) Thomas adta ki (Berlin, 1883-84, 4 kötet).